# بی‌خردی بخردانه
مفهوم موسوم به بی‌خردی بخردانه را براین کپلن اقتصاددان در سال ۲۰۰۱ برای وفق دادن موجودیت گسترده بی‌خردی (مخصوصاً در قلمروی دین و سیاست) با عقلانیتی که علم اقتصاد و نظریه بازی‌ها آن را فرض می‌گیرد، معروف کرد. این نظریه در کنار تبعاتش برای دمکراسی، در کتاب افسانه رأی دهنده عقلانی کپلن بسط داده شد.
مقصود اصلی این مهوم این بود که توضیح داده شود چگونه ممکن است سیاست‌های (به قولی) مخرب در یک دمکراسی پیاده شود، و بر خلاف قضیه انتخاب عمومی، کپلن فرض می‌گیرد رأی دهندگان خود آن‌ها را انتخاب می‌کنند. شهودگرایان اخلاقی همچون مایکل هیومر فیلسوف در توضیح نابخردی در سیاست از این نظریه استقبال کرده‌اند. این نظریه برای توضیح باور دینی هم به کار گرفته شده است.